# 小川武
小川 武（おがわ たけし）は、日本の録音技師である。横浜放送映画専門学校（現・日本映画大学）卒業。日本映画・テレビ録音協会会員。
1984年卒業後録音助手としてテレビ、映画の現場を経験、1986年の東陽一監督の『化身』で出会った久保田幸雄氏との出会いで音の構成による演出を学んだ。
2016年、『恋人たち』橋口亮輔監督作品で第70回毎日映画コンクール録音賞を受賞。
2023年、『ある男』石川慶監督作品で第46回日本アカデミー賞最優秀録音賞を受賞。

## 主な作品

### 映画作品
- フレンチドレッシング（1998年）
- 日本の黒い夏 冤罪（録音補・2001年）
- 新・雪国（2002年）
- 海は見ていた（2002年）
- 蟲たちの家（2005年）
- ジーナ・K（2005年）
- 旅の贈りもの 0:00発（2006年）
- 松ヶ根乱射事件（2007年）
- 歌謡曲だよ、人生は第五話（2007年）
- 歌謡曲だよ、人生は第八話（2007年）
- 歌謡曲だよ、人生は第九話（2007年）
- ドルフィンブルー フジ、もういちど宙へ（2007年）
- 天然コケッコー（2007年）
- ガイサンシーとその姉妹たち（整音・2007年）
- ぐるりのこと。（2008年）
- TOKYO!（2008年）
- ニセ札（2009年）
- 沈黙を破る（整音・2009年）
- ユキとニナ（日本ロケ部分　録音・2010年）
- 時をかける少女（2010年）
- 酔いがさめたら、うちに帰ろう。（2010年）
- マイ・バック・ページ（2011年）
- はだしのゲンが見たヒロシマ（2011年）
- CUT（2011年）
- わたしたちの夏（音響設計・2011年）
- 沈黙の春を生きて（整音・2011年）
- テレビに挑戦した男・牛山純一（整音・2012年）
- シグナル〜月曜日のルカ〜（2012年）
- 毎日がアルツハイマー（整音・2012年）
- 100万回生きたねこ（整音・2012年）
- 大奥〜永遠〜［右衛門佐・綱吉篇］（2012年）
- あるいは佐々木ユキ（音響設計・2012年）
- さよならドビュッシー（2013年）
- おとぎ話みたい＜MOOSIC LAB2013>(2013年）
- ゼンタイ（2013年）
- んで、全部海さ流した。（2013年）
- 四十九日のレシピ（2013年）
- 劇場版 BAD BOYS J -最後に守るもの-（2013年）
- なにもこわいことはない（2013年）
- 銀の匙 Silver Spoon（2014年）
- 毎日がアルツハイマー2（2014年）
- わたしの、終わらない旅（整音・2015年）
- Zアイランド（2015年）
- フリーダ・カーロの遺品 石内都、織るように（整音・2015年）
- 未来をなぞる 写真家・畠山直哉（整音・2015年）
- 恋人たち（2015年）
- ロマンス（2015年）
- Given いま、ここ、にいるしあわせ（音響設計・2016年）
- 花芯（2016年）
- セーラー服と機関銃 -卒業-（2016年）
- だれかの木琴（2016年）
- 秋の理由（2016年）
- 武曲 MUKOKU（2017年）
- STAR SAND-星砂物語-（2017年）
- 星くず兄弟の新たな伝説（2018年）
- にっぽん国VS泉南石綿村（2018年）
- 蝶の眠り（2018年）
- 審判（2018年）
- モルゲン、明日（2018年）
- 赤い雪 Red Snow(2019年）
- 初恋〜お父さん、チビがいなくなりました（2019年）
- 太陽がほしい 劇場版（整音・2019年）
- ブルーアワーにぶっ飛ばす（2019年）
- 駅までの道をおしえて（2019年）
- ロマンスドール（2020年）
- 三島由紀夫vs東大全共闘〜50年目の真実〜（2020年）
- もったいないキッチン（2020年）
- 僕は猟師になった（整音・2020年）
- かくも長き道のり（整音・2021年）
- 浜の朝日の嘘つきどもと（2021年）
- ミュジコフィリア（2021年）
- 水俣曼荼羅（2021年）
- 安魂（整音・2022年）
- たまらん坂（整音・2022年）
- 山歌（2022年）
- スウィートビターキャンディ（2022年）
- マイ・ブロークン・マリコ（2022年）
- ある男（2022年）
- 夜のスカート（整音・2022年）